# KfW
KfW (od Kreditanstalt für Wiederaufbau) – niemiecki państwowy bank rozwoju z siedzibą we Frankfurcie nad Menem. Bank ten został założony po II wojnie światowej, jako część Planu Marshalla.

## Działalność
80% udziałów w KfW posiada niemiecki skarb państwa, a 20% kraje związkowe. Całkowity bilans banku na dzień 31 grudnia 2006 r. wyniósł 360 mld EUR, co oznacza, że bank ten należał do dziesięciu największych banków w Niemczech.
Do zadań KfW jako instytucji prawa publicznego należy wspieranie małych i średnich przedsiębiorstw, wspieranie finansowania oraz modernizacji nieruchomości mieszkalnych, a także kształcenie i doskonalenie zawodowe, finansowanie projektów rozwoju infrastruktury na szczeblu gmin, wspieranie finansowania eksportu oraz wspieranie krajów rozwijających się i będących w okresie transformacji, a także wspieranie ochrony środowiska naturalnego i klimatu.
KfW pozyskuje środki przeznaczone na wsparcie głównie na rynku kapitałowym. Zadania banku w zakresie wsparcia, powierzone mu przez państwo, zostały określone w niemieckiej ustawie o KfW (niem. Gesetz über die KfW). W ramach realizacji zadań publicznych KfW dysponuje poręczeniem państwowym.
Obecnie KfW jest związany z Industrial Development Bank of India (IDBI, Indyjski Bank Rozwoju Przemysłowego) i udziela pomocy indyjskim przedsiębiorstwom.
15 września 2008 roku KfW stracił ponad 300 milionów euro, wskutek przelania ich do banku Lehman Brothers, który tego samego dnia, kilka godzin wcześniej, poinformował o swojej upadłości. W efekcie media obdarzyły KfW określeniem „najgłupszego banku Niemiec”.